# Heather Stephens
Heather Stephens é uma atriz norte-americana.

## Filmes
- The Watcher (1 episode, "Fathers and Sons", 1995) .... Lisa
- The Drew Carey Show (1 episode, "Science Names Suck", 1995) .... Woman
- Dead of Night (1996) .... Ruby Dell
- Lost Highway (1997) .... Lanie
- Dante's Peak (1997) .... Hot springs woman
- Cybill (1 episode, "Valentine's Day", 1997) .... Daughter in Commercial
- Beverly Hills, 90210 (1 episode, "With This Ring", 1997) .... Katie
- Boston Common (1 episode, "To Bare Is Human", 1997) .... Christy
- The Disappearance of Kevin Johnson (1997) .... Rhonda
- Steel Chariots (1997) (TV) .... Josie
- Wing Commander: Prophecy (1997) (VG) .... First Lieutenant Jean 'Stiletto' Talvert
- Wing Commander: Secret Ops (1998) (VG) .... First Lieutenant Jean 'Stiletto' Talvert (voice)
- Tina Gets Her Man (1998) .... Tina
- With Friends Like These... (1998) .... Babette
- Forever Love (1998) (TV) .... Emma
- Clubland (1999) .... Sophie
- Blue Ridge Fall (1999) .... Carrie Cotswold
- Angel (1 episode, "She", 2000) .... Shari
- The In Crowd (2000) .... Tanya
- Tomcats (2001) .... Jill
- Men, Women & Dogs (unknown episodes, 2001) .... Michelle
- Without a Trace (1 episode, "In Extremis", 2002) .... Lindsay Randall
- Splitsville (2003) (TV) ....
- 20 Things to Do Before You're 30 (2005) (TV) ....
- Las Vegas (1 episode, "Hit Me!", 2005) .... Chrissy Potter
- Desperate Housewives (2 episodes, "Anything You Can Do" and "Sunday in the Park with George", 2004–2005) .... Kendra Taylor
- CSI: Crime Scene Investigation (1 episode, "Still Life", 2005) .... Karen Matthews
- Our Thirties (2006) (TV) .... Alice
- Saved (4 episodes, "A Shock to the System", "Code Zero", "Tango" and "Crossroads", 2006) .... Counselor Dr. Karen Thorpe
- CSI: Miami (1 episode, "Curse of the Coffin", 2006) .... Danielle Madison
- Moonlight (1 episode, "Sonata", 2008) .... Emma Monaghan
- Man of Your Dreams (2008) (TV) .... Catherine
- Messengers 2: The Scarecrow (2009) (V) .... Mary Rollins
- "The Forgotten" (TV Series) (2009) (13 episodes, Lindsey Drake)
- Father vs. Son (2010) .... Darlene
- My Girlfriend's Boyfriend(2010) .... Sarah